# Nya högern (kulturrörelse)
Nya högern (franska: Nouvelle Droite), även kallad Europeiska nya högern eller mer förekommande Franska nya högern, är en högerextrem fransk kulturrörelse, nära förbunden med fascistiska idétraditioner, den identitära rörelsen och med ursprung i tankesmedjan Groupement de recherche et d'études pour la civilisation européenne (GRECE, "Sällskapet för forskning och studier av den europeiska civilisationen"). GRECE grundades 1968 av filosofen Alain de Benoist. Beteckningen Nya högern används som samlingsnamn för alla europeiska sammanslutningar som har rötter i den franska kulturföreningen GRECE. I Frankrike har nya högerns idéerna samlats i tidskriften Eléments. Rörelsen består av flera delvis motstridiga grupper inom radikalkonservatismen.
Den nya högern såg USA:s konsumism, materialism, kapitalism och imperialism som huvudfiende, inte Sovjetunionen och vänstern, och förordade etnopluralism.
Rörelsen har lånat teoretiskt gods från den nya vänstern såsom Gramscis tankar runt "kulturell hegemoni". Med inspiration av det idégodset formerade intellektuella den nya högern i Frankrike under slutet av 1960-talet för att motverka vänsterns intellektuella och kulturella dominans.
I slutet av 1970-talet hade rörelsen lyckats stärka sitt inflytande i Frankrike och efter 1989 har den Nya högern och de Benoist fått ett växande inflytande i högergrupper i ett stort antal europeiska länder. I Frankrike har den nya högern lyckats lyfta upp ett antal för rörelsen viktiga frågor till den allmänna samhällsdebatten, och stärka det högerextrema partiet Front National.

## Idéer

### Den nödvändiga fienden
I enighet med Carl Schmitts syn på politik så är distinktionen vän-fiende central inom politiken för den nya högern. Liberalismen, globalismen, 68-vänstern, kommersialismen, miljörörelsen och amerikanismen är några av dem som ofta pekas ut som fiender.

### Etnopluralism
Den nya högerns främsta ideologiska bidrag och innovation var hur den gamla biologiska rasismen skulle ersättas med begreppet etnopluralism, något som dess kritiker beskriver som nyrasism kulturrasism. Den nya högern vänder sig emot tanken på mångkulturella samhällen och att invandrade ska bevara sina vanor och traditioner i det nya hemlandet. De vill avskaffa mångkulturalismen till förmån för en etnisk heterogen värld med homogena stater i syfte att bevara föreställda unika, nationella särarter av olika folk. Ståndpunkten är att mångkulturalism är rasism och leder till folkmord (ethnocide). Genom den argumentationen vill den nya högern framställa sig som antirasistisk.

### Organisk demokrati
Den nya högern anför elitistiska och kulturella metapolitiska ståndpunkter som är oförenliga med den liberala demokratin och egalitära idéer, vilka de också motsätter sig. Statsvetaren Bar-On anser dock att detta inte med nödvändighet gör den nya högern antidemokratisk, eftersom de på senare tid börjat förespråka en form av "organisk demokrati", bortom abstrakta, juridiska och representativa liberala demokratiska system. Denna typ av "demokrati" som den nya högern förespråkar anser Bar-On är irrationell och ohistorisk, eftersom det medför denna styrelseform en tanke på en "homogen gemenskap som skall arbeta tillsammans mot ett gemensam, mystistisk, antiliberal revolutionär framtid som överger det som betraktas som intoleranta universialistiska credos/trosbekännelser till global kapitalism, mångkulturalism och mänskliga rättigheter."

### Nytt politiskt paradigm
En del forskare menar att den nya högern inte passar in i den traditionella höger–vänster-skalan eftersom rörelsen är en ideologisk syntes av idéer från Weimartidens radikalkonservatism (med företrädare som Carl Schmitt, Oswald Spengler och Ernst Jünger) och den nya vänstern. Den amerikanska vänstern-tidskriften Telos har lyft fram Alain de Benoist som ideolog och skrev 1993 att den nya franska högern indikerar  "...slutet på den traditionella motsatsställning mellan vänster och höger till förmån för en ny politisk paradigm." Den nya högern har en revolutionär vilja att störta den liberala demokratin och den kapitalistiska materialismen.
Fascistisk ideologi har alltid försökt framställa sig som en tredje position, bortom kapitalism och socialism. Den identitära rörelsen, som har sitt ursprung i nya högern och som etablerades sig 2010, var ett tydligt exempel på detta, men deras verksamhet påvisar tydligt att deras rötter i högerradikal retorik och aktivism.

### Citat
Alain de Benoist, den nya högerns huvudsakliga tänkare, sade:
| ” | Vi är en teoretisk och kulturell rörelse ... den är accepterad i Frankrike som en del av det kulturpolitiska landskapet. ... Det är genom att den nya högern har tagit upp vissa teman som vissa debatter överhuvudtaget ägt rum. Jag syftar, till exempel, på diskussioner om det indoeuropeiska arvet i Europa, den konservativa revolutionen i Tyskland, om polyteism och monoteism, eller om IQ — arv eller miljö (vilket delvis är en tämligen falsk dikotomi), deltagardemokrati, federalism och kommunitära idéer, kritik mot marknadsideologin, och så vidare. Ja, vi var inblandade i alla dessa frågor. | „ |

## Kritik
Bland annat historikern Walter Laqueur och den grävande journalisten Martin A. Lee identifierar rörelsen som en ny eller tillsnyggad tappning av nyfascism eller en högerextrem ideologi med betydande idérötter i fascismen.